# Rouessé-Fontaine
Rouessé-Fontaine – miejscowość i gmina we Francji, w regionie Kraj Loary, w departamencie Sarthe.
Według danych na rok 1990 gminę zamieszkiwało 207 osób, a gęstość zaludnienia wynosiła 17 osób/km² (wśród 1504 gmin Kraju Loary, Rouessé-Fontaine plasuje się na 1049. miejscu pod względem liczby ludności, natomiast pod względem powierzchni na miejscu 912.).